# Средневековая философия
Средневеко́вая филосо́фия, филосо́фия Средневеко́вья — исторический этап развития западной философии, охватывающий период с V по XV века. Характеризуется теоцентричностью взглядов.

## Общая характеристика
Средневековье — это господство религиозного мировоззрения, христианство, находящего своё отражение в богословии. Философия становится служанкой теологии. Её основная функция — истолкование Священного Писания, формулировка догматов Церкви и доказательство бытия Бога. Попутно развитие получила логика, осуществлялась разработка понятия личности (спор о различии ипостаси и сущности) и спор о приоритете единичного или общего (реалисты и номиналисты).

## Патристика— II—VII века
- Александрийская теология
  - Тит Флавий Климент (Климент Александрийский)
  - Ориген
  - Афанасий Великий
  - Кирилл Александрийский
- Каппадокийский кружок
  - Василий Великий
  - Григорий Богослов
  - Григорий Нисский
- Латинская патристика
  - Амвросий Медиоланский
  - Августин Блаженный
  - Григорий Великий
  - Тертуллиан
- Богословие отцов-пустынников
  - Антоний Великий
  - Евагрий
  - Ефрем Сирин
  - Иоанн Кассиан Римлянин
  - Исаак Сирин
- Византийская философия
  - Иоанн Златоуст
  - Дионисий Ареопагит
  - Максим Исповедник
  - Иоанн Дамаскин
  - Григорий Палама — создатель философского обоснования практики исихазма[1].

## Схоластика— IX—XV века
- Боэций, Северин
- Пётр Дамиани
- Ансельм Кентерберийский
- Пьер Абеляр
- Пётр Ломбардский
- Раймунд Луллий
- Альберт Великий
- Бонавентура
- Фома Аквинский
- Дунс Скот
- Жан Буридан
- Уильям Оккам

## Мистика
- Гностицизм
- Исихазм
- Бернар Клервоский (Сен-Бернар)
- Гуго Сен-Викторский
- Майстер Экхарт

## Блаженный Августин
Одним из представителей ранней средневековой философии является Блаженный Августин Аврелий (354—430 гг.) — епископ гиппонский (в Северной Африке), влиятельный представитель патристики. Работы этого философа оказали большое влияние на становление христианского вероучения в средневековом обществе.
Учение Августина о бытии близко к неоплатонизму. Всё сущее, именно потому что оно существует, считается благом (добром). Зло — это не материальный объект, а отсутствие добра. Всё сущее создано и поддерживается в состоянии существования Богом. Если Бог «отнимет от вещей свою, так сказать, производящую силу, то их также не будет, как не было прежде, чем они были созданы». Августин считает познаваемой душу и Бога. Идею Бога он рассматривает во взаимосвязи с человеком, а человека в связи с Богом. Душа по Августину — нематериальный объект и существует вечно. В трудах о происхождении души Августин колеблется между идеей о том, что она (душа) переходит при рождении от матери к ребёнку и идеей о её создании Богом (креационизм).
Философия Августина очень теоцентрична: в центре её Бог, который находится во взаимосвязи с миром, им созданным. Своё учение он противопоставляет пантеизму, считая, что у Бога нет телесного обличия, но при этом считает его отдельной личностью. В связи с этим выдвигает идею о бесконечности божественного начала. «Не мать моя, не кормилицы питали меня сосцами своими, но Ты через них подавал мне, младенцу, пищу детскую, по закону природы».
Августин считал время характеристикой движения и изменения. До момента создания мира Богом никакого времени не было. И вообще, нет никакого «перед тем» и никакого «потом». Прошлое обязано своим существованием памяти, будущее — нашей надежде. Хотя в его рассуждениях присутствуют сомнения по этому поводу. В частности, приводится пример с пророками, которые могли видеть будущее, стало быть где-то оно имеется. Считается приверженцем религиозного фатализма.
В теории познания близок к неоплатонизму. Критикует скептицизм, призывая доверять своим ощущениям. Говорит о том, что если бы невозможно было познать истину, то и относительная истина не была бы известна. Считает, что каждому человеку открыто для изучения его внутреннее сознание. Стало быть, познание возможно. Считает социальное неравенство объективным фактом, с которым нет смысла бороться. В утешение говорит о том, что «бедный наг, но счастлив, богатый же является рабом своих страстей». Разделяет церковь («царство божие на земле») и государство («дом дьявола»). Существуя и развиваясь параллельно, они пройдут шесть стадий, начиная от Адама и Евы и заканчивая Страшным Судом, после которого граждане «града Божия» попадут в рай, а для граждан «земного града» уготовлены вечные муки.

## Фома Аквинский
Фома Аквинский (Ангелический Доктор) (1225 или 1226—1274) — выдающийся философ и богослов средневековья, систематизатор ортодоксальной схоластики, в 1323 году был причислен к лику святых (назван Аквинатом по месту рождения в Аквино близ Неаполя). Основным положением его философии является то, что для спасения человеку нужно знать что-то такое, что ускользает от разума и может быть познано только через божественное откровение, созданное Им как бы для сравнения. Считал, что блаженство является конечной целью теоретического познания, поиска абсолютной истины, то есть Бога, причём всё это невозможно без божественной благодати. Главной целью государственной власти считал содействие общему благу. Отдавал предпочтение монархии, но не тирании. Представитель эвдемонизма.

## Григорий Палама
Григорий Палама (Учитель Безмолвия) (1296—1359) — Крупнейший мыслитель палеологовской Византии, в своих трудах давший философскую основу восточной мистической практике исихазма. Отправным пунктом в философии Паламы служит необходимость осмыслить опыт познания, заведомо непознаваемого (по сущности) Бога. Его философское решение состояло в различении сущности и энергий ею порождаемых. Любая сущность должна обладать какими бы то ни было проявлениями, действиями или энергиями, иначе эта сущность превращается в несуществующую абстракцию. Однако энергии не изливаются в тварный мир, подобно эманациям Плотина, постепенно затвердевая, а сохраняются в полноте, и не нарушают трансцендентности Бога по отношению к миру. Нетварные энергии это Сам Бог в Своей обращённости вовне.

### Библиотеки текстов средневековых философов
На русском языке
- Антология средневековой мысли в 2 тт. СПб.: Изд-во Русского христианского гуманитарного института, 2001.
- Философская библиотека средневековья
- Средневековая философия в Электронной библиотеке по философии

На латинском и английском языках
- Corpus scriptorum latinorum

Общие ресурсы
- Саутерн Р. Схоластический гуманизм и объединение Европы = Scholastic Humanism and the Unification of Europe.
- Реале Д., Антисери Д.[итал.]Западная философия от истоков до наших дней: Средневековье (от Библейского послания до Макиавели)
- Фролов И. Т. «Введение в философию» / Глава III Части первой. «Средневековая философия: теоцентризм»
- Mediaeval Logic and Philosophy. Maintained by Paul Vincent Spade

Методология истории средневековой философии
- Лекция Михаила Хорькова. «Какой истории средневековой философии учат критические издания?» Часть 1, Часть 2